# Pierluigi Chicca
Pierluigi Chicca, född 22 december 1937 i Livorno i Toscana, död 18 juni 2017 i Rom, var en italiensk fäktare. 
Chicca blev olympisk silvermedaljör i sabel vid sommarspelen 1964 i Tokyo.